# Áreas naturales protegidas de Honduras

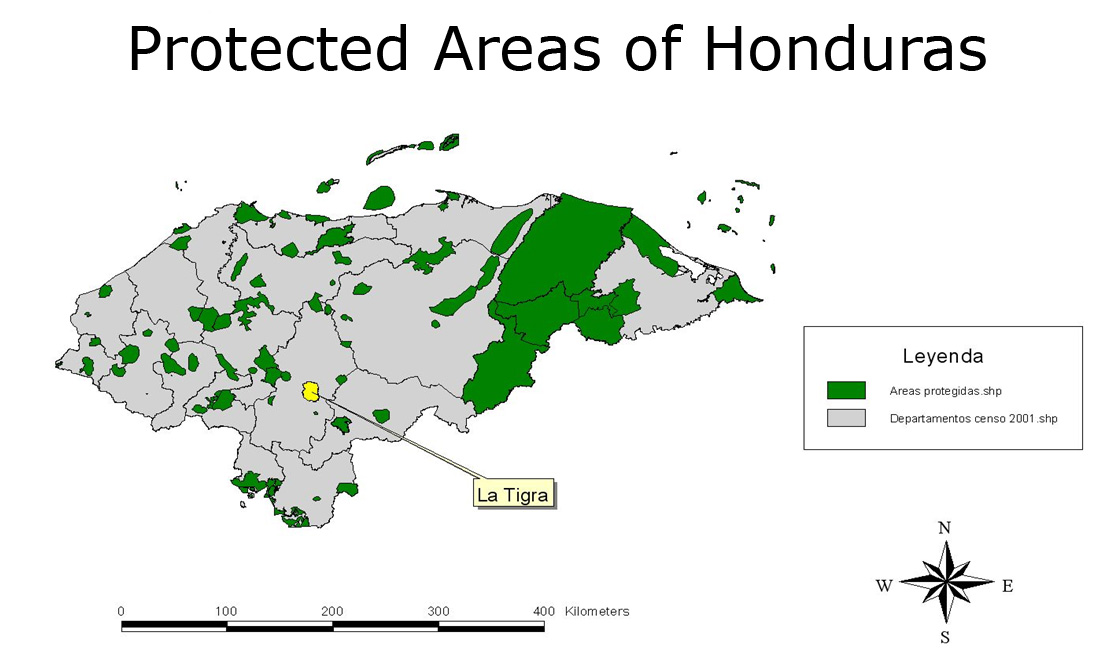
Mapa de las Áreas Protegidas de Honduras en verde.

Las áreas naturales protegidas de Honduras son aquellas donde se puede asegurar la preservación de los ambientes naturales y sus componentes. Son áreas de regular extensión con características sobresalientes: ecosistemas, especies de flora y fauna, recursos naturales, históricos y culturales, y bellezas escénicas entre otras. 
El establecimiento y manejo de áreas protegidas es una de las vías más importantes para asegurar que los recursos naturales del país sean conservados de modo que puedan responder a las necesidades materiales y culturales de las generaciones presentes y futuras.

## Descripción e historia

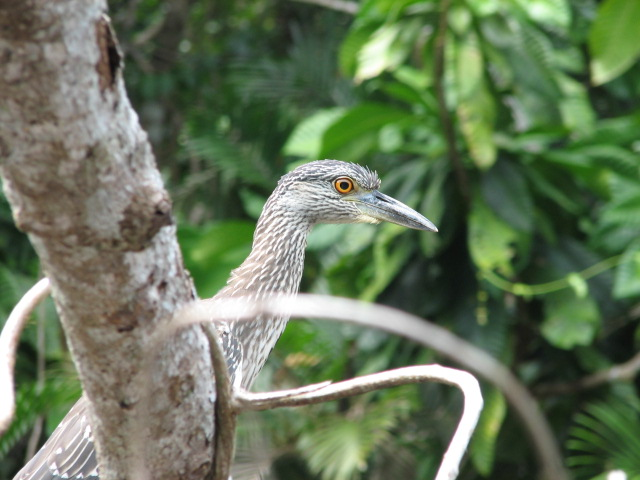
Un pájaro en el refugio de vida silvestre Cuero y Salado en la costa caribeña del país.

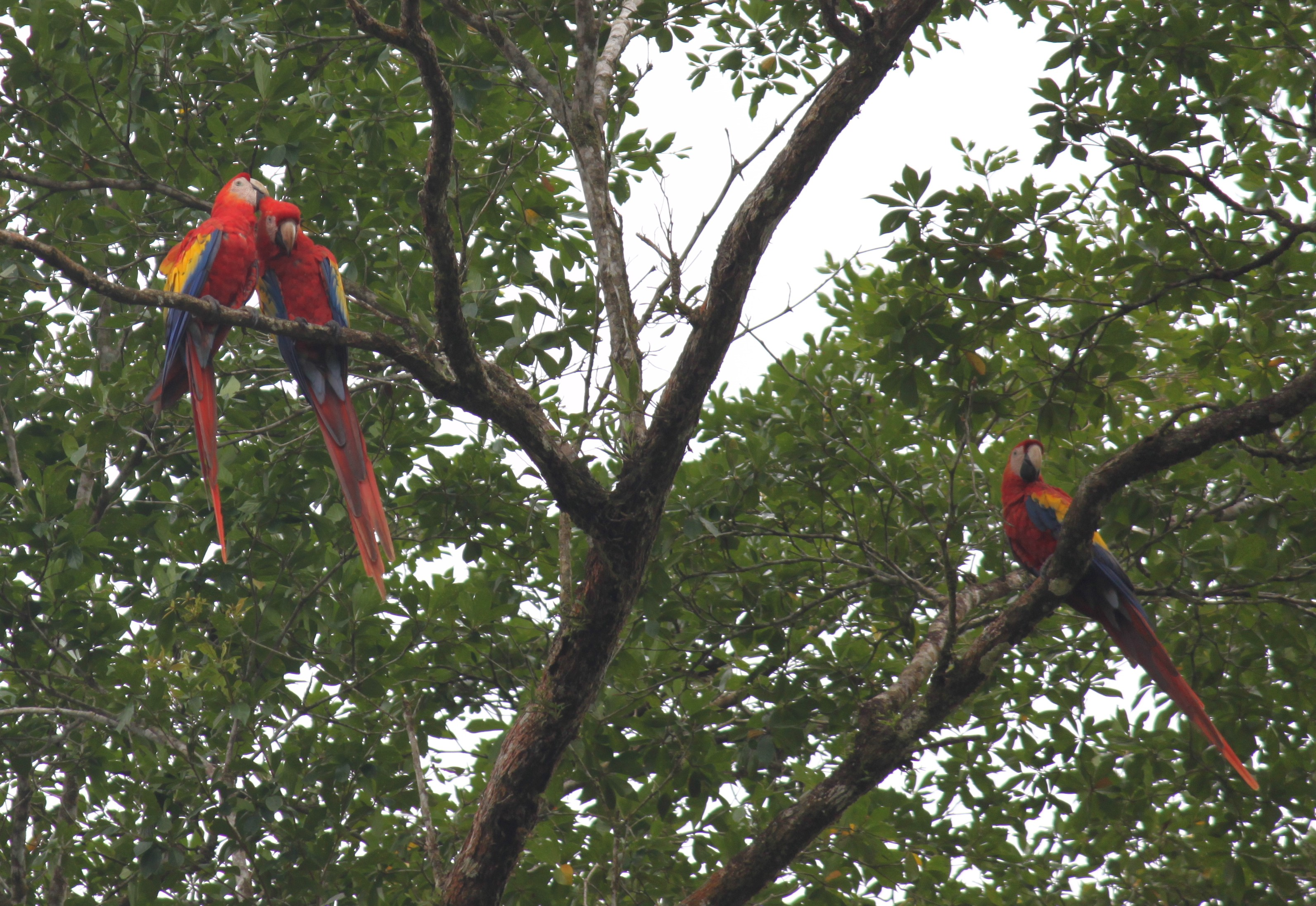
Guacamayas rojas en la reserva de la biosfera de Río Plátano en la región de la Mosquitia en la parte oriental del país.

Honduras es uno de los países con mayor cantidad de ecorregiones y por ello cuenta con parques, reservas, refugios, biosferas, y monumentos que pertenecen al Estado de Honduras y que, por tanto, son patrimonio de todos los ciudadanos hondureños, formando así un Sistema Nacional de Áreas Protegidas de Honduras, por ley nacional.
En 1993, la Ley General del Ambiente, creó bajo Decreto n.º 104-94 el Sistema Nacional de Áreas Protegidas de Honduras (SINAPH) con el fin primordial de facilitar la conservación y protección de los recursos naturales de un país. Existen 91 áreas protegidas en Honduras, de las cuales, solo 71 de ellas cuentan con declaratoria oficial; las restantes permanecen como propuestas.
Aunque la cantidad de parques nacionales, reservas naturales y monumentos naturales, es numerosa, la cifra aún puede incrementarse dado que existen sitios de gran valor ecológico natural o valor de belleza escénica natural. Incluso este sistema puede involucrar áreas culturales (con más precisión: arqueológicas —como la Ciudad Blanca—, históricas o de otro tipo).
| Fecha de creación | Denominación                             | Departamento                      | Superficie  |
| ----------------- | ---------------------------------------- | --------------------------------- | ----------- |
| 1988              | Parque nacional Jeanette Kawas           | Atlántida                         | 781,62 km²  |
| 1987              | Refugio de vida silvestre Cuero y Salado | Atlántida                         | 130.270 km² |
| 1987              | Parque nacional Cusuco                   | Cortés                            | 222,23 km²  |
| 1982              | Reserva de la biosfera de Río Plátano    | Gracias a Dios                    | 5,250 km²   |
| 1980              | Parque nacional La Tigra                 | Francisco Morazán                 | 329.16 km²  |
|                   | Copán (sitio arqueológico)               | Copán                             | 24 km²      |
| 1935              | Cuevas de Talgua                         | Olancho                           | 8 km²       |
|                   | Lago de Yojoa                            | Comayagua, Cortés y Santa Bárbara | 90 km²      |
| 1926              | Jardín botánico Lancetilla               | Atlántida                         | 16.8 km²    |

## Categorías de Áreas Protegidas
El Sistema Nacional de Áreas Protegidas de Honduras (SINAPH), reconoce 15 categorías sobre áreas protegidas en Honduras, la ventaja es que se conocen varias áreas en el país que están ya clasificadas y en desventaja hay muchas áreas de territorio que solo la municipalidad o la comunidad misma reconoce que deben ser protegidas. 
| Categorías                     | Números | Superficie (en hectáreas) |
| ------------------------------ | ------- | ------------------------- |
| Parque nacional                | 20      | 990,829                   |
| Refugio de Vida Silvestre      | 13      | 89,106                    |
| Reserva Biológica              | 24      | 335,651                   |
| Reserva de Biosfera            | 2       | 1,081,854                 |
| Monumento Cultural             | 4       | 1,298                     |
| Monumento Natural              | 4       | 4,371                     |
| Reserva Forestal               | 2       | 137,654                   |
| Reserva Forestal Antropológica | 2       | 34,694                    |
| Área de Uso Múltiple           | 4       | 38,706                    |
| Reserva Marina                 | 7       | 420                       |
| Jardín Botánico                | 1       | 1,010                     |
| Manejo de Hábitat por Especie  | 7       | 74,917                    |
| Parque nacional Marino         | 4       | 66,114                    |
| Zona Productora de Agua        | 2       | 16,186                    |
| Zona Reserva Ecológica         | 1       | 35,182                    |

## Listas de áreas protegidas
Honduras tiene 135 áreas protegidas clasificadas en las siguientes categorías: Área de Manejo Hábitat/Especie, Área de Uso Múltiple, bosque petrificado, Cataratas de Pulhapanzak, cerro, cuevas y cavernas, culturas vivas, jardín botánico, monumento cultural, monumento natural, parque nacional, refugio de vida silvestre, reserva biológica, reserva de biosfera, reserva forestal, reserva forestal, reserva marina y Zona Productora de Agua.

### Áreas de Manejo Hábitat/Especie
| Nombre                                                   | Departamento                      | Tamaño (en hectáreas)             |
| -------------------------------------------------------- | --------------------------------- | --------------------------------- |
| Área de Manejo Hábitat/Especie Bahía de Chismuyo         | Valle                             | 31,616                            |
| Área de Manejo Hábitat/Especie Bahía de San Lorenzo      | Valle                             | 15,305                            |
| Área de Manejo Hábitat/Especie San Bernardo              | Choluteca                         | 9,458                             |
| Área de Manejo Hábitat/Especie La Berbería               | Choluteca                         | 5,691                             |
| Área de Manejo Hábitat/Especie Las Iguanas-Punta Condega | Choluteca                         | 4,169                             |
| Área de Manejo Hábitat/Especie Los Delgaditos            | Choluteca                         | 1,815                             |
| Área de Manejo Hábitat/Especie El Jicarito               | Francisco Morazán                 | 6,814                             |
| Total                                                    | 7 Áreas de Manejo Hábitat/Especie | 7 Áreas de Manejo Hábitat/Especie |

### Áreas de Uso Múltiple

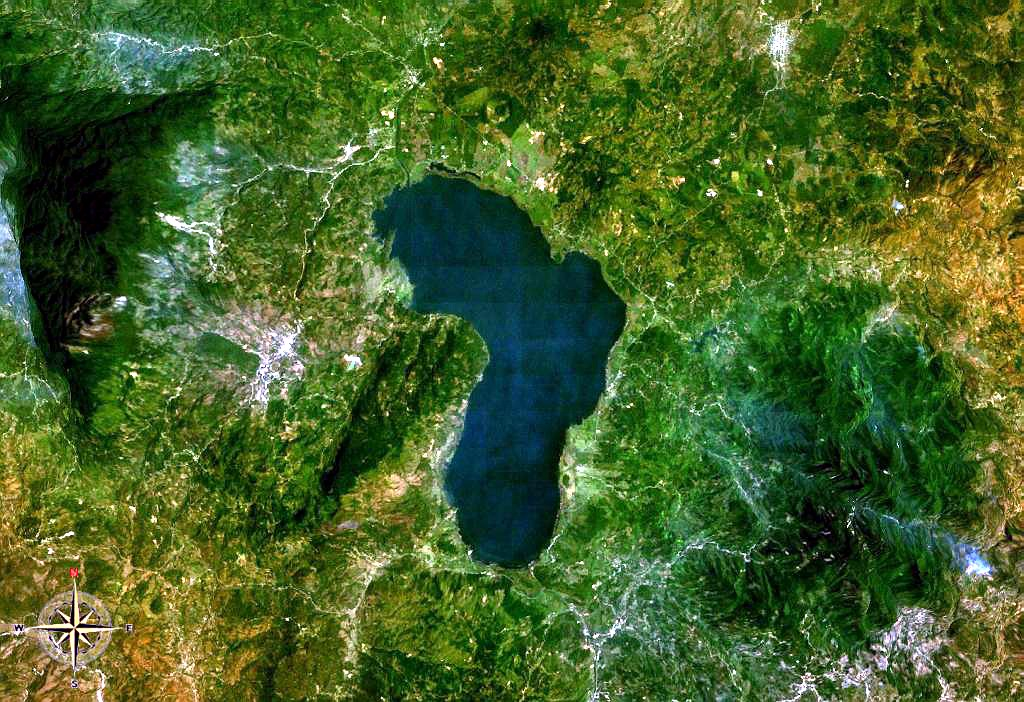
Vista satelital del lago de Yojoa, ubicado en el centro del país, dentro del Área de Uso Múltiple Lago de Yojoa.

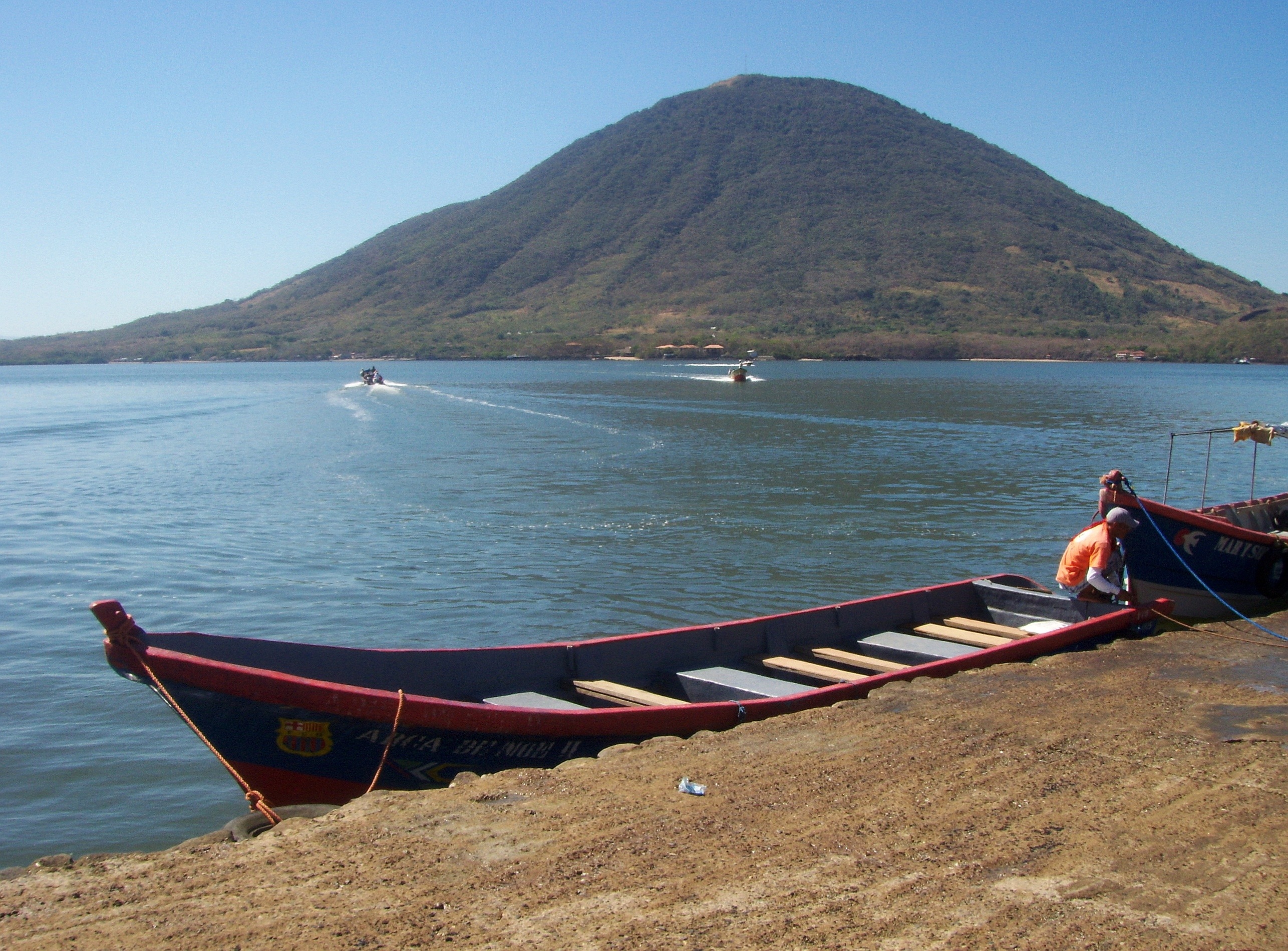
La isla del Tigre, ubicada en el golfo de Fonseca en la costa pacífica, dentro del Área de Uso Múltiple Isla del Tigre.

| Nombre                                | Departamento                      | Tamaño (en hectáreas)   |
| ------------------------------------- | --------------------------------- | ----------------------- |
| Área de Uso Múltiple Cerro Guanacaure | Choluteca                         | 1,977                   |
| Área de Uso Múltiple Carías Bermúdez  | Francisco Morazán                 | 5,073                   |
| Área de Uso Múltiple Lago de Yojoa    | Comayagua, Cortés y Santa Bárbara | 30,152                  |
| Área de Uso Múltiple Isla del Tigre   | Valle                             | 600,954                 |
| Área de Uso Laguna de Ticamaya        | Cortés                            | 442,662                 |
| Total                                 | 5 Áreas de Uso Múltiple           | 5 Áreas de Uso Múltiple |

### Bosques petrificados
| Nombre                         | Departamento           | Tamaño (en hectáreas)  |
| ------------------------------ | ---------------------- | ---------------------- |
| Bosque petrificado Ojo de Agua |                        |                        |
| Bosque petrificado San Mateo   |                        |                        |
| Bosque petrificado El Sitio    |                        |                        |
| Total                          | 3 bosques petrificados | 3 bosques petrificados |

### Cataratas de Pulhapanzak

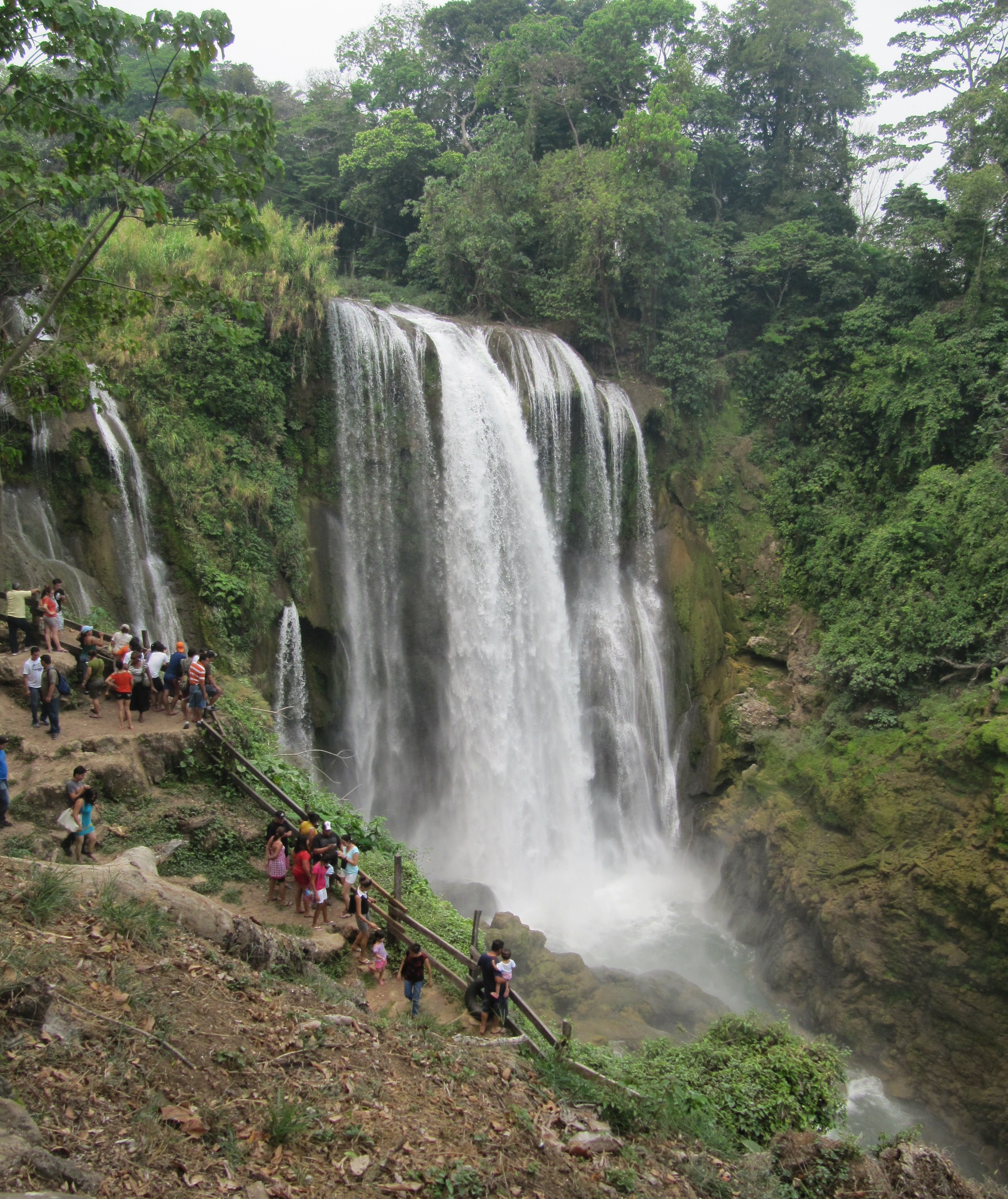
Las cataratas de Pulhapanzak.

| Nombre                          | Departamento                | Tamaño (en hectáreas)       |
| ------------------------------- | --------------------------- | --------------------------- |
| Minas de Obsidiana              | Cortés                      |                             |
| Catarata de Boquerón            | Cortés                      |                             |
| Catarata de Punta Caxina        | Cortés                      |                             |
| Catarata de Portal del Infierno | Cortés                      |                             |
| Catarata de Río de los Gigantes | Cortés                      |                             |
| Gruta de Ayasta                 | Cortés                      |                             |
| Gruta de Yaguasire              | Cortés                      |                             |
| Total                           | 7 cataratas, grutas y minas | 7 cataratas, grutas y minas |

### Cerros
| Nombre                 | Departamento      | Tamaño (en hectáreas) |
| ---------------------- | ----------------- | --------------------- |
| Cerro de Los Tornillos | Comayagua         |                       |
| Cerro de Los Cascos    |                   |                       |
| Cerro Nevada           |                   |                       |
| Cerros Yustina-Cerán   | Francisco Morazán |                       |
| Total                  | 4 cerros          | 4 cerros              |

### Cuevas y cavernas
| Nombre                             | Departamento         | Tamaño (en hectáreas) |
| ---------------------------------- | -------------------- | --------------------- |
| Cueva del Gigante                  | La Paz               |                       |
| Cueva de Warunta                   | Gracias a Dios       |                       |
| Cueva de Pencaligue                | Santa Bárbara        |                       |
| Cueva de Masical                   | Santa Bárbara        |                       |
| Cueva de Cuyamel                   | Colón                |                       |
| Cueva de El Boquerón               | Copán                |                       |
| Cueva de Piedra Blanca             | Colón                |                       |
| Cueva de El Naranjo                | Yoro                 |                       |
| Cueva de El Sitio                  | Comayagua            |                       |
| Cueva del Cerro Casque (o Cosquín) |                      |                       |
| Total                              | 10 cuevas y cavernas | 10 cuevas y cavernas  |

### Culturas vivas

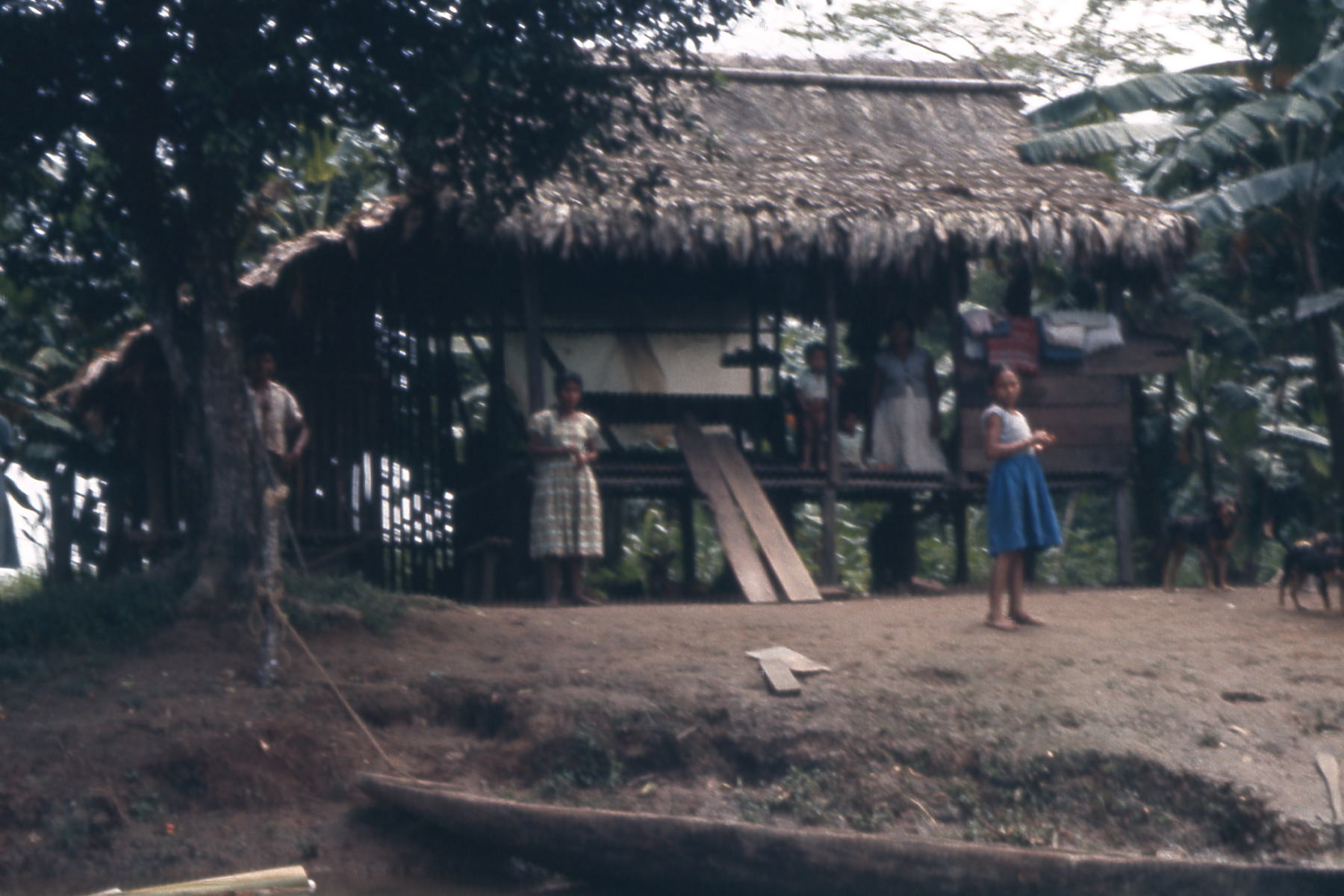
Una familia misquita, pueblo indígena hondureño reconocido como una «cultura viva» con un área protegida.

El Instituto Hondureño de Turismo reconoce siete «culturas vivas» o pueblo indígenas con áreas protegidas en el país. Estos siete pueblos indígenas con áreas protegidas son los chortís, garífunas, lenca, misquitos, pech, tawahka y los tolupanes.

### Jardines botánicos
| Nombre                     | Departamento      | Tamaño (en hectáreas) |
| -------------------------- | ----------------- | --------------------- |
| Jardín botánico Lancetilla | Atlántida         | 1,681                 |
| Total                      | 1 jardín botánico | 1 jardín botánico     |

### Monumentos culturales

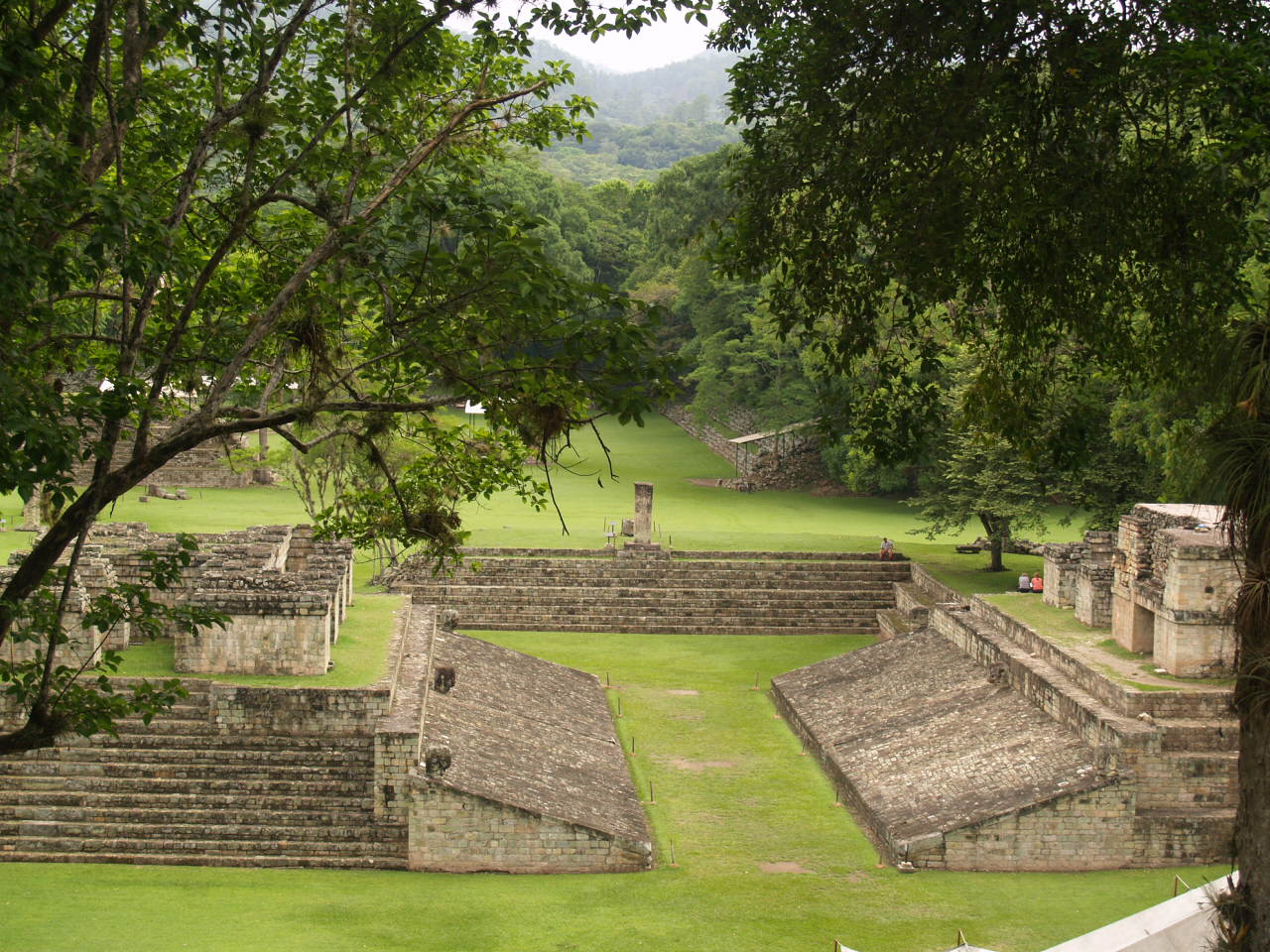
Vista del campo de juego de pelota en el sitio arqueológico de Copán, antigua ciudad maya.

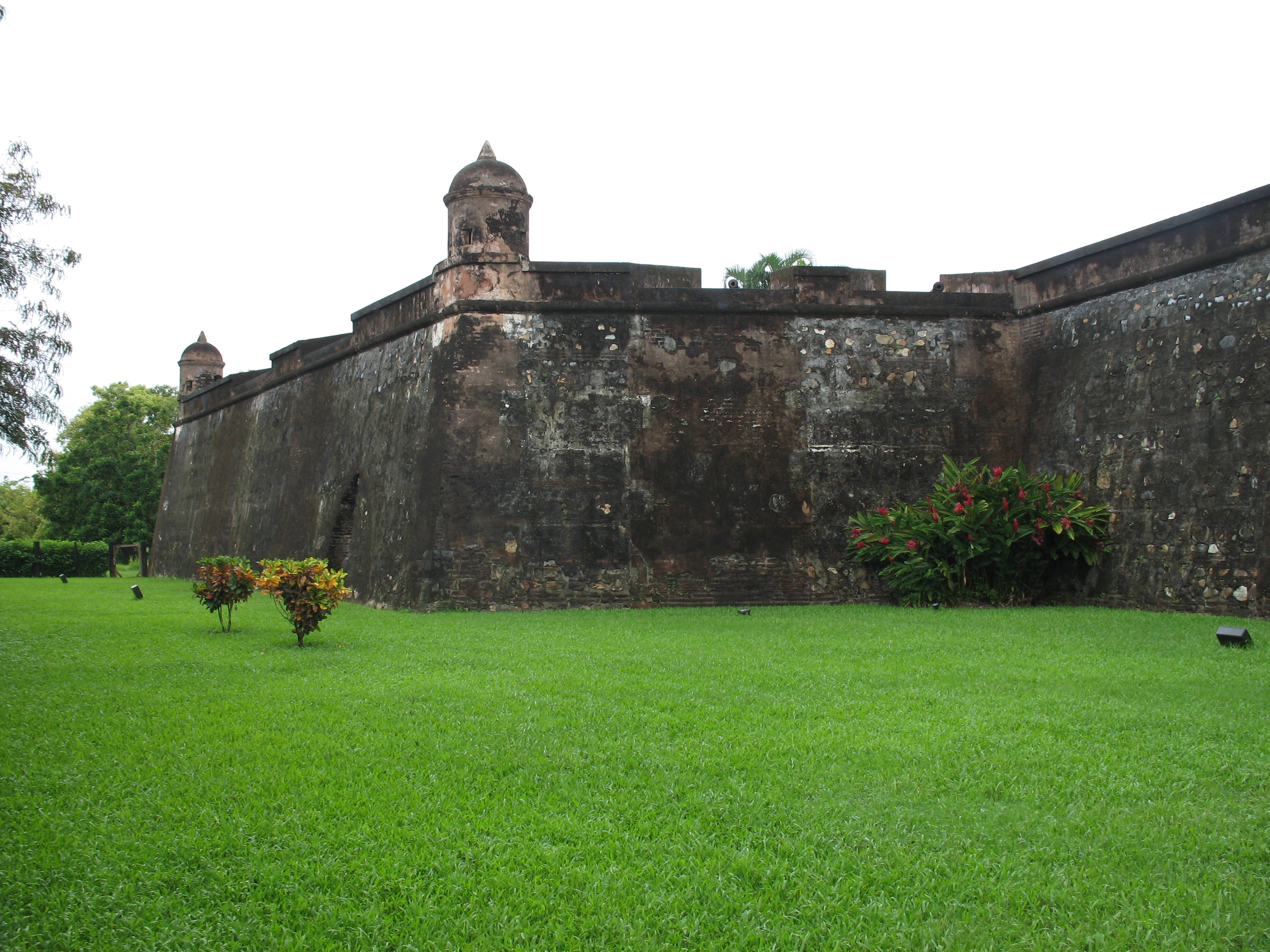
La Fortaleza de San Fernando, construida por los españoles durante la época colonial de Nueva España, es un monumento cultural hondureño.

| Nombre                            | Departamento            | Tamaño (en hectáreas)   |
| --------------------------------- | ----------------------- | ----------------------- |
| Tenampua                          | Comayagua               |                         |
| Petroglifos de Ayasta             | Francisco Morazán       | 1,000                   |
| Copán                             | Copán                   | 1,298                   |
| Fortaleza de San Fernando de Omoa | Cortés                  | 995                     |
| Total                             | 4 monumentos culturales | 4 monumentos culturales |

### Monumentos naturales

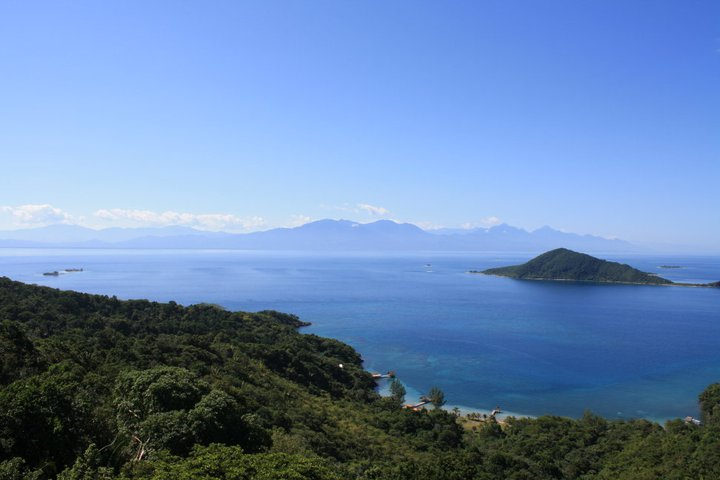
Vista de los Cayos Cochinos en el mar Caribe, monumento natural.

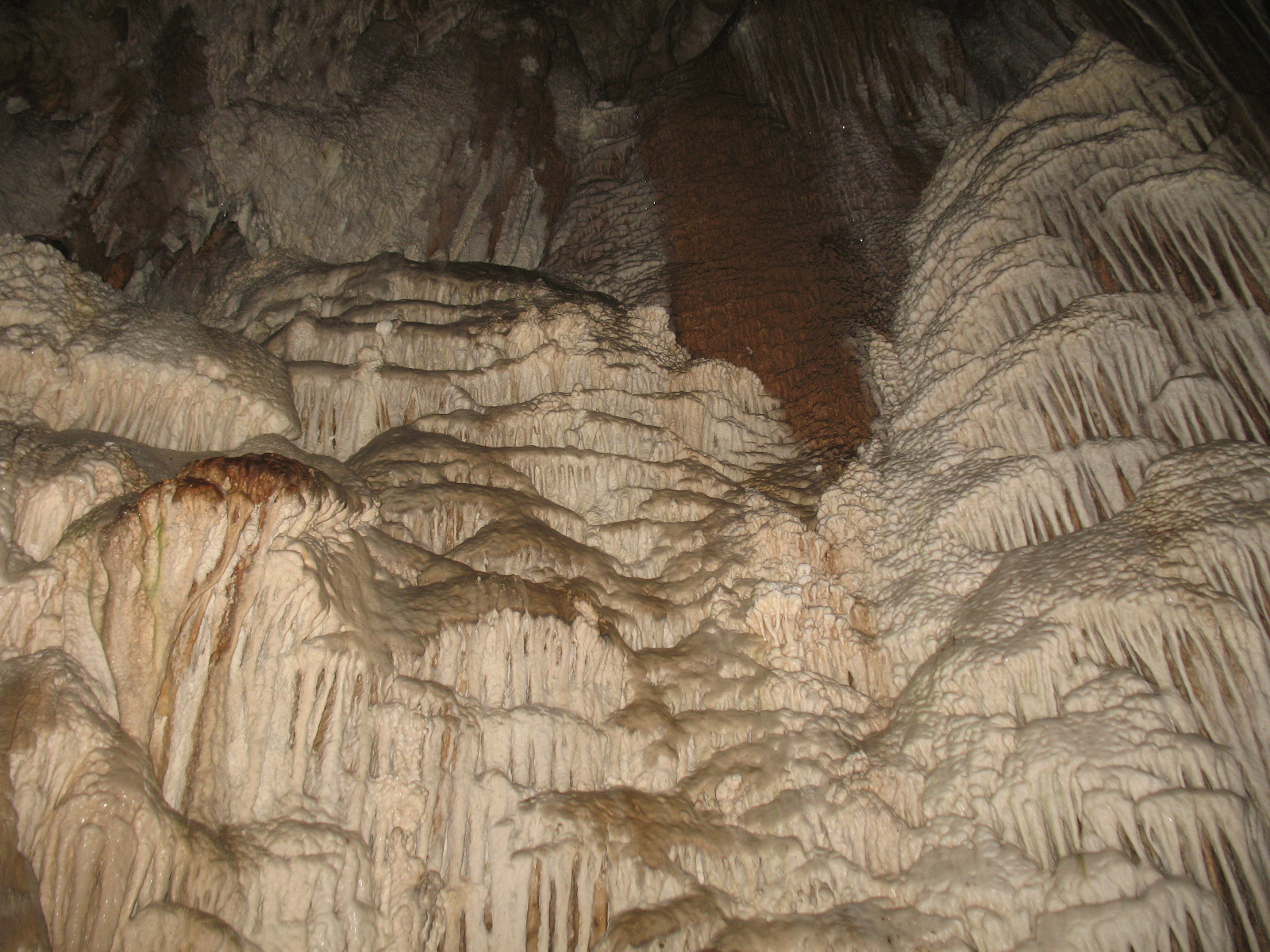
Las Cuevas de Talgua, monumento natural.

| Nombre                                     | Departamento           | Tamaño (en hectáreas)  |
| ------------------------------------------ | ---------------------- | ---------------------- |
| Montaña del Boquerón                       | Olancho                | 4,371                  |
| Río Toco                                   | Intibucá               | 16,018                 |
| Cerro Congolón, Piedra Parada y Coyocutena | Lempira                | 11,019                 |
| Archipiélago de los Cayos Cochinos         | Islas de la Bahía      | 48,822                 |
| Cuevas de Talgua                           | Olancho                | 105,170                |
| Cuevas de Taulabé                          | Comayagua              | 62,837                 |
| Total                                      | 6 monumentos naturales | 6 monumentos naturales |

### Parques nacionales

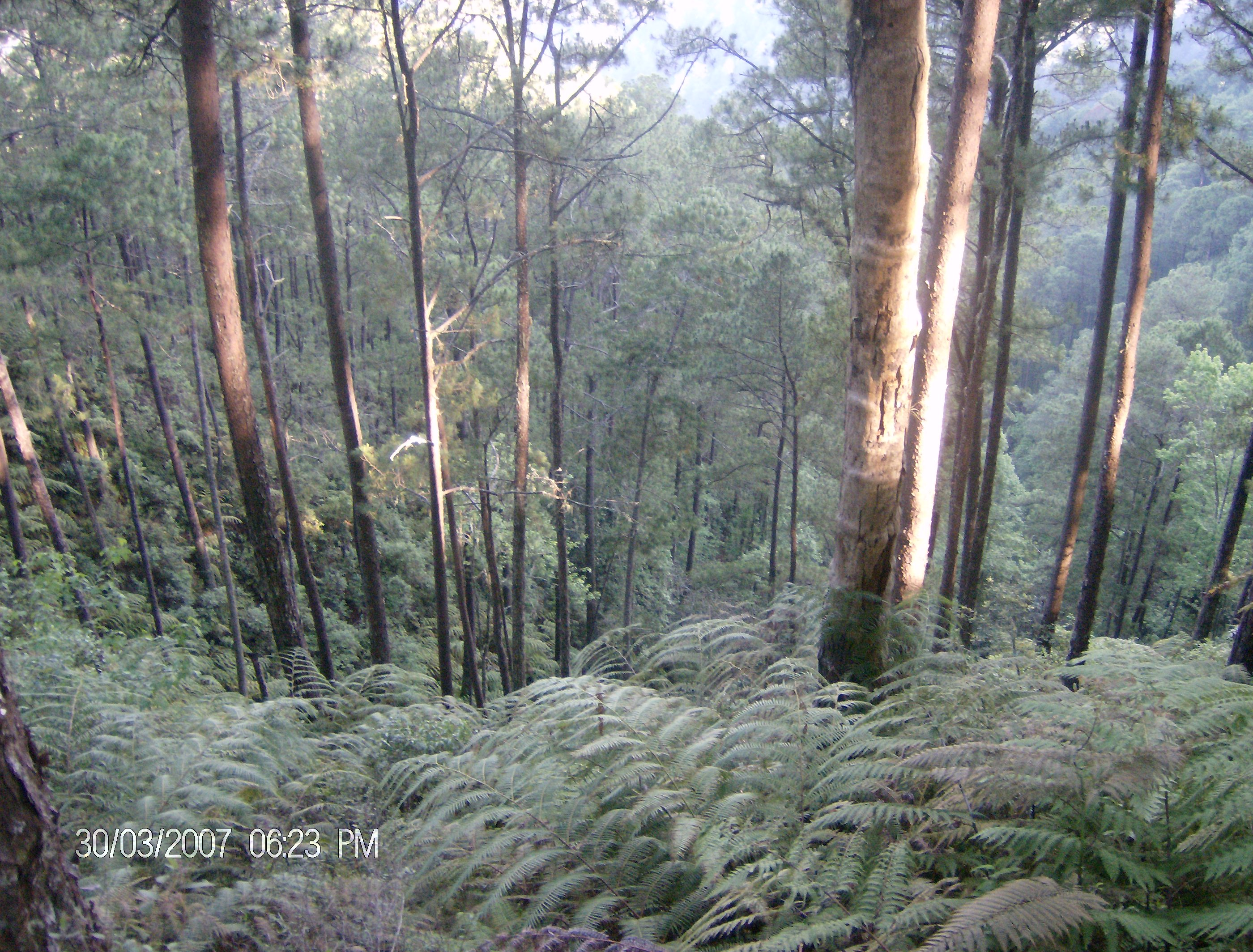
Parque nacional Cusuco

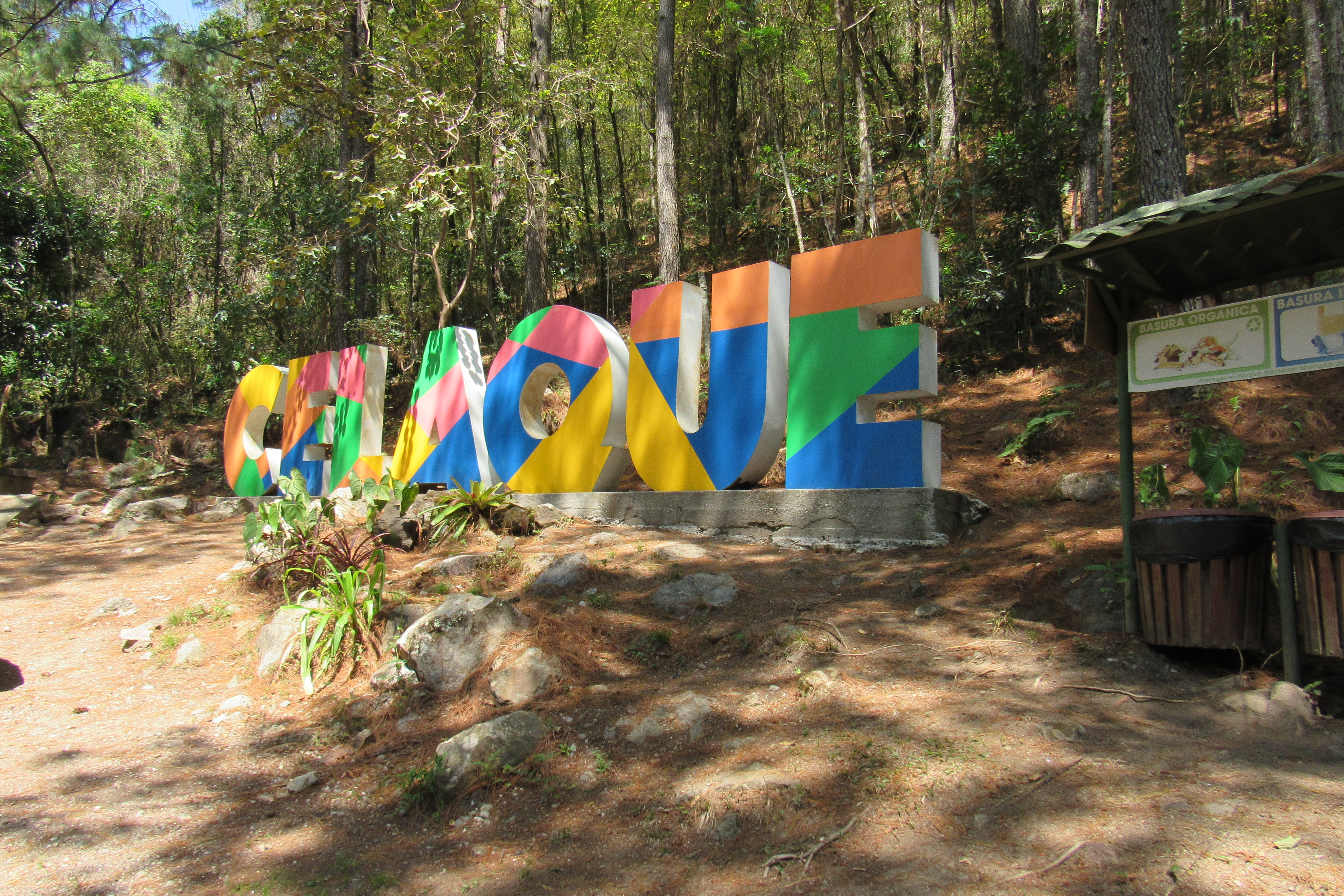
Parque nacional Celaque

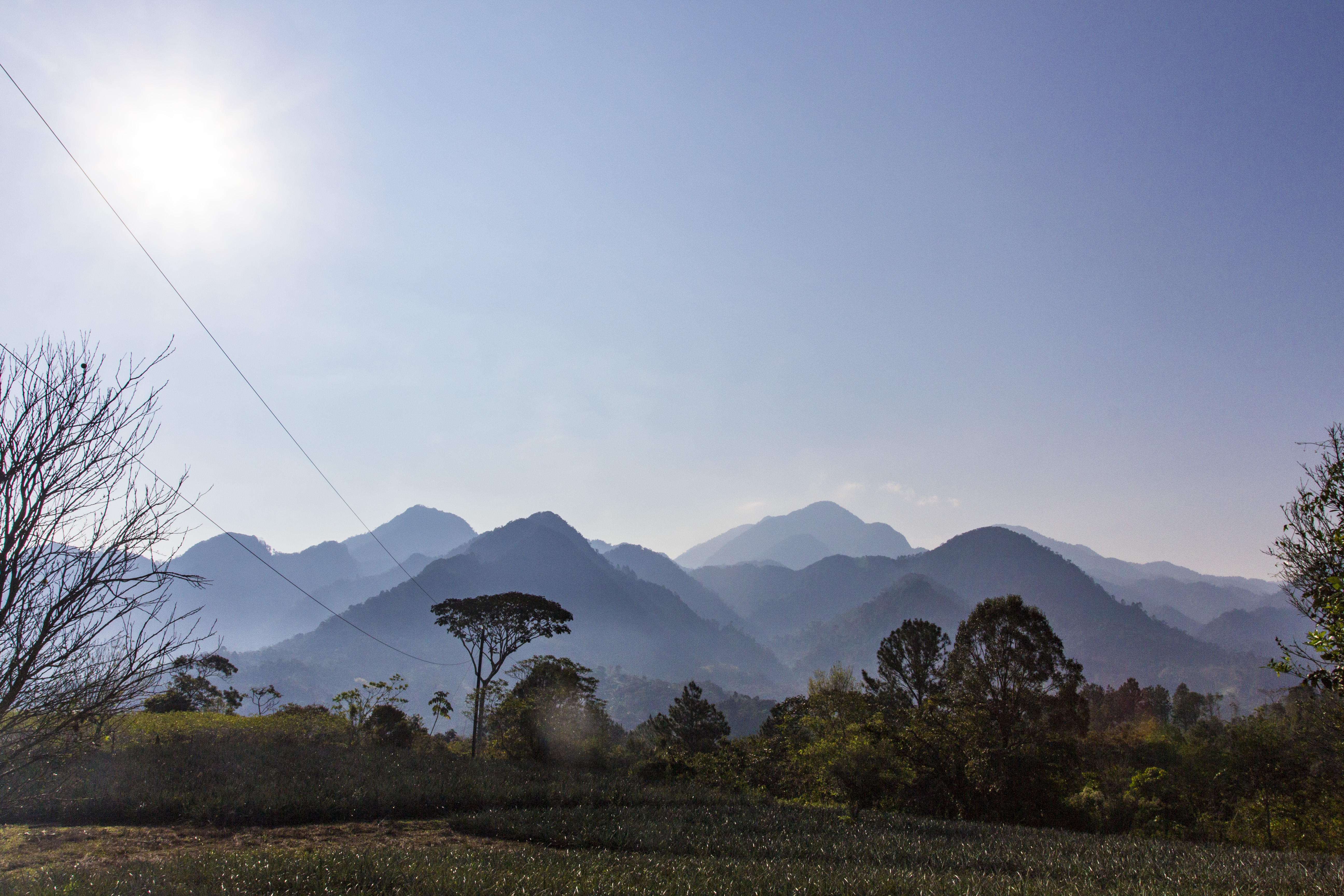
Parque nacional Cerro Azul Meámbar

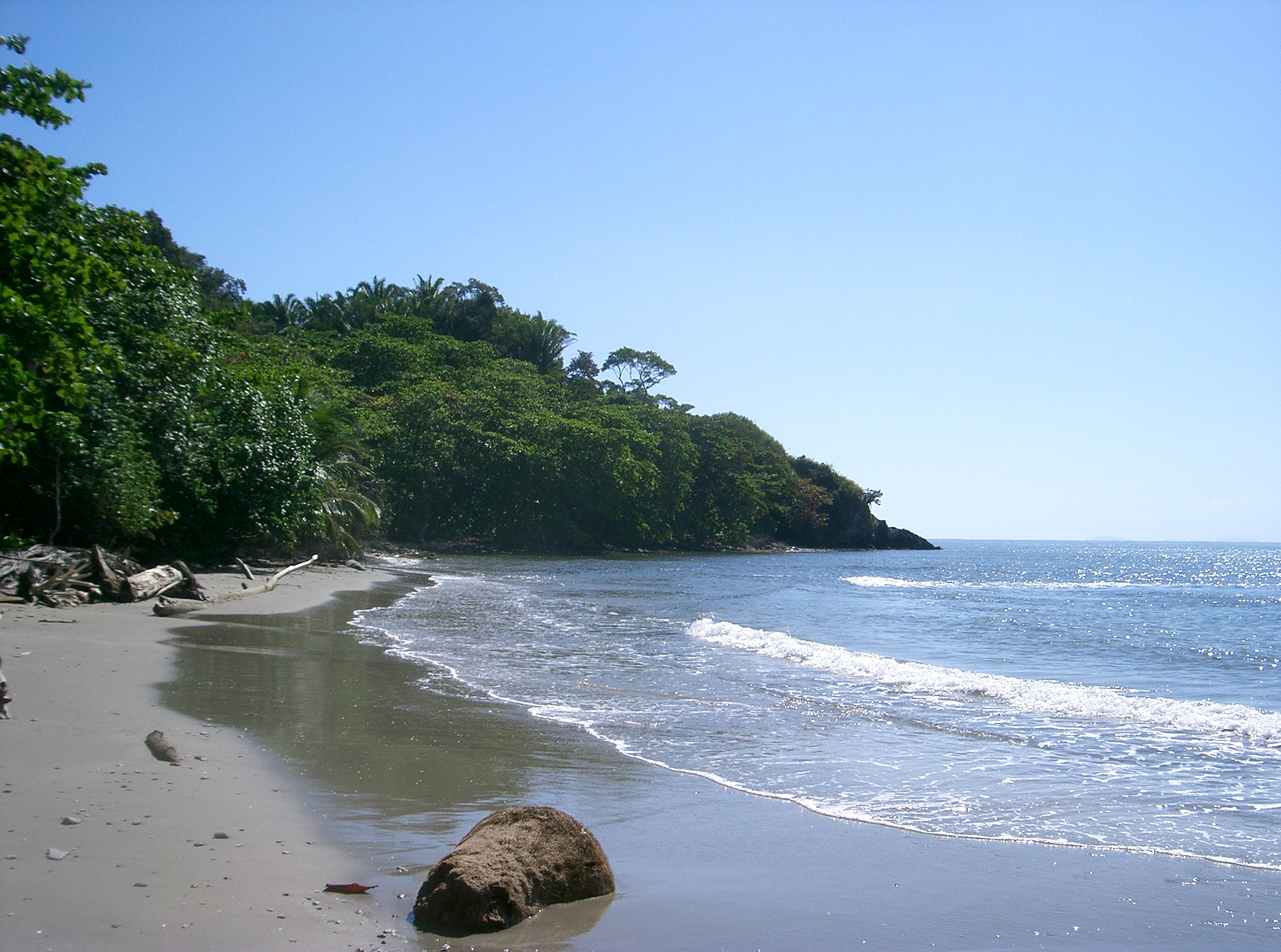
Parque nacional Jeanette Kawas

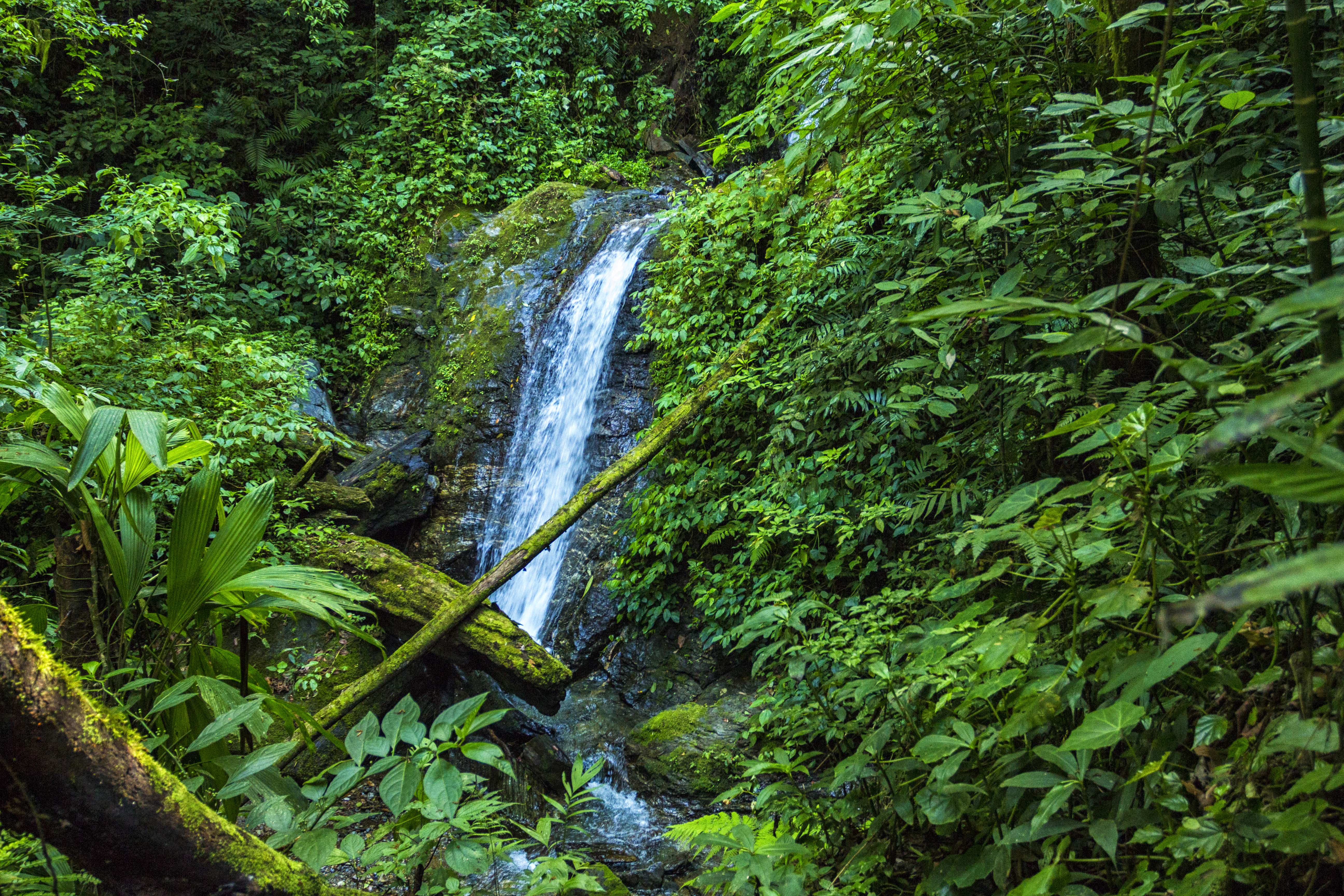
Parque nacional Montaña de Comayagua

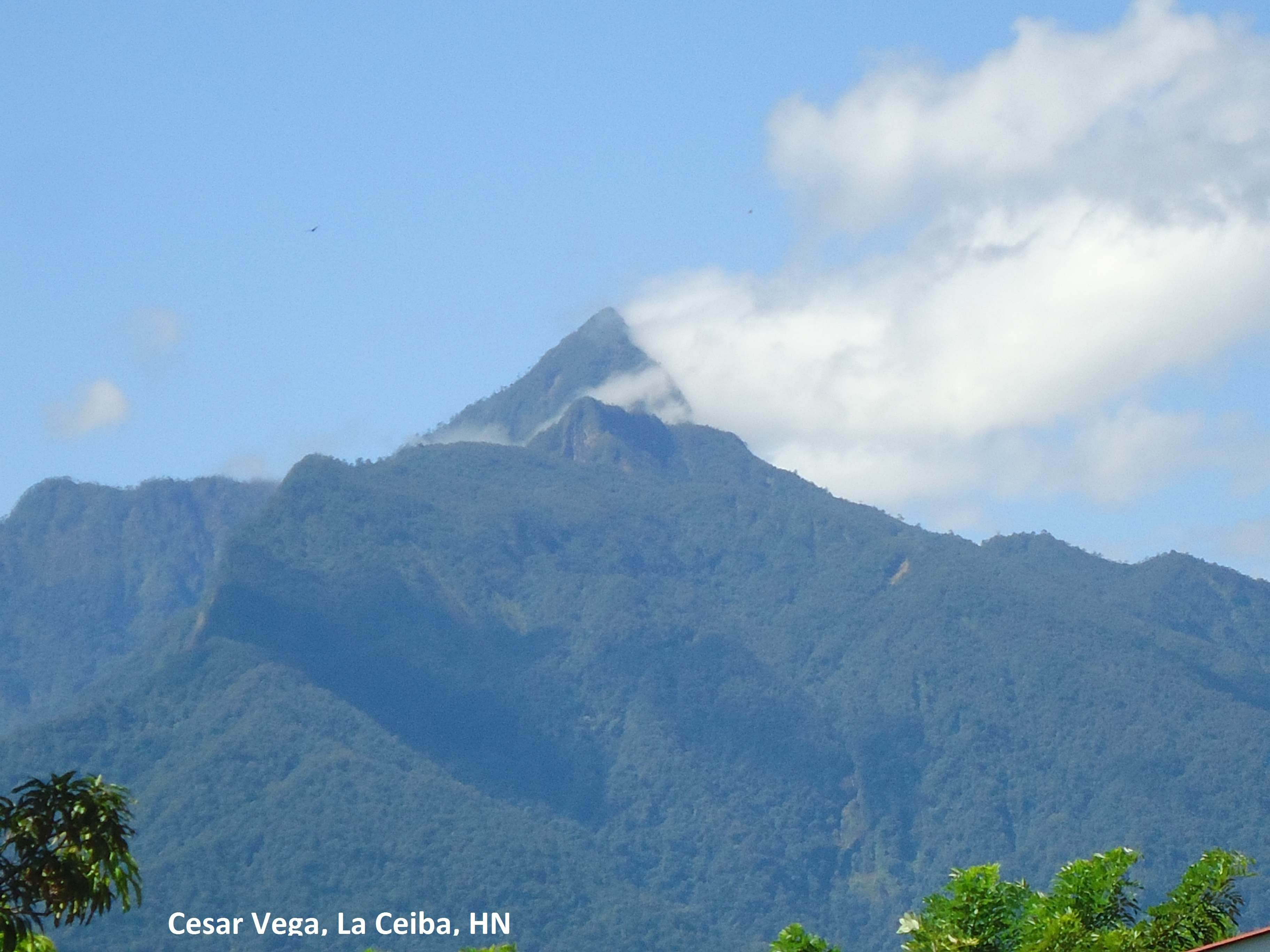
Parque nacional Pico Bonito

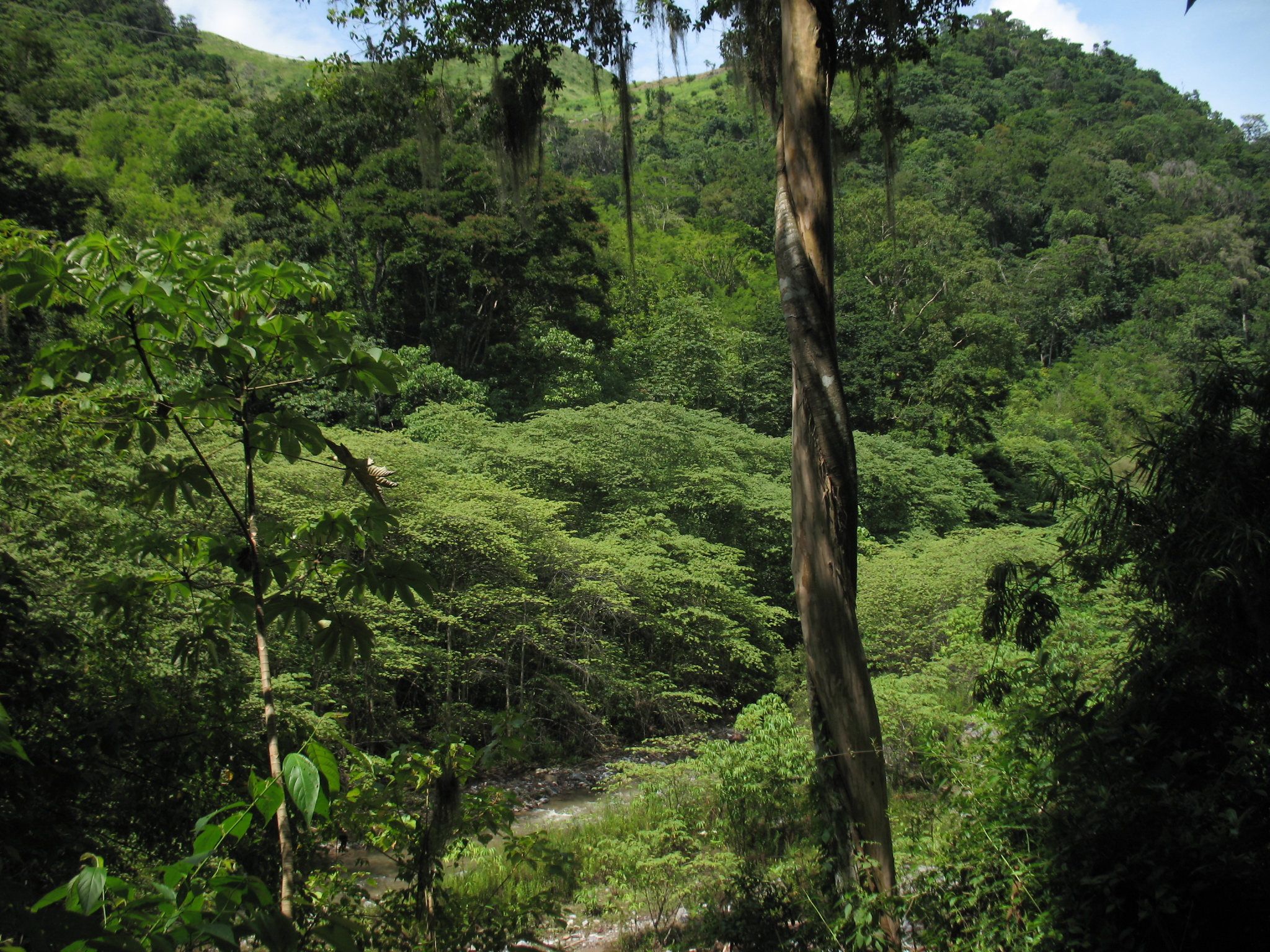
Parque nacional de la Sierra de Agalta

| Nombre                                   | Departamento          | Tamaño (en hectáreas) |
| ---------------------------------------- | --------------------- | --------------------- |
| Parque nacional Patuca                   | Olancho               | 376,448               |
| Parque nacional Warunta                  | Gracias a Dios        | 64,342                |
| Parque nacional Cusuco                   | Cortés                | 17,908                |
| Parque nacional Celaque                  | Lempira               | 26,639                |
| Parque nacional Sandy Bay-West End       | Islas de la Bahía     |                       |
| Parque nacional Cerro Azul Meámbar       | Comayagua             | 20,789                |
| Parque nacional Kruta                    | Cortés                | 115,107               |
| Parque nacional Pico Bonito              | Atlántida             | 56,473                |
| Parque nacional Montaña de Yoro          | Yoro                  | 15,468                |
| Parque nacional Montecristo Trifinio     | Ocotepque             | 1,534                 |
| Parque nacional Cerro Azul               | Copán                 | 15,574                |
| Parque nacional Pico Pijol               | Yoro                  | 11,453                |
| Parque nacional de la Sierra de Agalta   | Olancho               | 51,837                |
| Parque nacional La Tigra                 | Francisco Morazán     | 8,768                 |
| Parque nacional Capiro y Calentura       | Colón                 | 5,566                 |
| Parque nacional Montaña de Santa Bárbara | Santa Bárbara         | 13,236                |
| Parque nacional Montaña de Comayagua     | Comayagua             | 18,273                |
| Parque nacional Jeanette Kawas           | Atlántida             | 79,382                |
| Parque nacional La Botija                | Choluteca             | 19,080                |
| Parque nacional Punta Izopo              | Atlántida             | 6,406                 |
| Parque nacional marino Guanaja           | Islas de la Bahía     |                       |
| Parque nacional marino Golfo de Fonseca  | Valle                 | 3,926                 |
| Parque nacional marino Cayos Misquitos   | Olancho               | 27,966                |
| Total                                    | 23 parques nacionales | 23 parques nacionales |

### Refugios de vida silvestre
| Nombre                                         | Departamento                  | Tamaño (en hectáreas)         |
| ---------------------------------------------- | ----------------------------- | ----------------------------- |
| Refugio de vida silvestre Laguna de Caratasca  | Gracias a Dios                |                               |
| Refugio de vida silvestre Cayos de Utila       | Islas de la Bahía             |                               |
| Refugio de vida silvestre Port Royal           | Islas de la Bahía             | 499,591                       |
| Refugio de vida silvestre Santa Elena          | Islas de la Bahía             |                               |
| Refugio de vida silvestre Cuero y Salado       | Atlántida                     | 7,948                         |
| Refugio de vida silvestre Erapuca              | Copán                         | 7,317                         |
| Refugio de vida silvestre Montaña de Puca      | Lempira                       |                               |
| Refugio de vida silvestre Mixcure              | Intibucá                      | 7,766                         |
| Refugio de vida silvestre Montaña Verde        | Lempira                       | 8,272                         |
| Refugio de vida silvestre Texiguat             | El Paraíso                    | 15,810                        |
| Refugio de vida silvestre El Armado            | Olancho                       | 3,583                         |
| Refugio de vida silvestre La Muralla           | Olancho                       | 14,491                        |
| Refugio de vida silvestre Laguna de Guaimoreto | Colón                         | 6,887                         |
| Refugio de vida silvestre Corralitos           | Copán                         | 5,738                         |
| Total                                          | 15 refugios de vida silvestre | 15 refugios de vida silvestre |

### Reservas biológicas
| Nombre                                   | Departamento                   | Tamaño (en hectáreas)  |
| ---------------------------------------- | ------------------------------ | ---------------------- |
| Reserva biológica Arenal                 | Yoro                           |                        |
| Reserva biológica El Cipresal            | Yoro                           | 2,034                  |
| Reserva biológica El Pacayal             |                                |                        |
| Reserva biológica Mico Quemado           | Yoro                           |                        |
| Reserva biológica Mogola                 |                                |                        |
| Reserva biológica Rus Rus                | Gracias a Dios                 | 116,352                |
| Reserva biológica Sabanetas              | La Paz                         | 194                    |
| Reserva biológica San Pedro              |                                |                        |
| Reserva biológica San Pablo              |                                |                        |
| Reserva biológica El Pital               | Ocotepeque                     | 1,799                  |
| Reserva biológica Cerro Volcán Pacayita  | Lempira y Ocotepeque           | 10,207                 |
| Reserva biológica Güisayote              | Ocotepeque                     | 8,545                  |
| Reserva biológica El Chiflador           | La Paz                         |                        |
| Reserva biológica Opalaca                | Intibucá y Lempira             | 14,953                 |
| Reserva biológica Misoco                 | Francisco Morazán y Olancho    | 4,475                  |
| Reserva biológica El Chile               | Francisco Morazán y El Paraíso | 6,280                  |
| Reserva biológica Yuscarán               |                                |                        |
| Reserva biológica Yerba Buena            | Francisco Morazán              | 3,522                  |
| Reserva biológica Guajiquiro             | La Paz                         | 7,368                  |
| Reserva biológica de Montecillos         | Comayagua, La Paz e Intibucá   | 13,191                 |
| Reserva biológica Uyuca                  | Francisco Morazán              | 817                    |
| Reserva biológica Cayos Zapotillos       | Cortés                         |                        |
| Reserva biológica Barras del Río Motagua | Cortés                         | 8,736                  |
| Reserva biológica Entre Ríos             |                                |                        |
| Reserva biológica Monserrat              | El Paraíso                     | 2,241                  |
| Total                                    | 25 reservas biológicas         | 25 reservas biológicas |

### Reservas de la biosfera

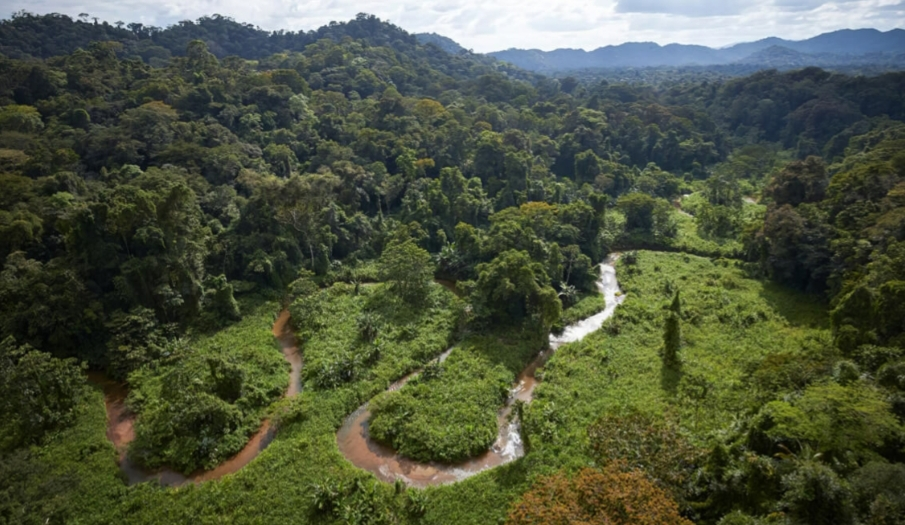
La selva tropical de la reserva de la biosfera de Río Plátano, ubicada en la costa caribeña de la Mosquitia.

| Nombre                                                        | Departamento              | Tamaño (en hectáreas)     |
| ------------------------------------------------------------- | ------------------------- | ------------------------- |
| Reserva de la biosfera de Río Plátano                         | Gracias a Dios            | 829,779                   |
| Reserva de la biosfera de Tawahka                             | Gracias a Dios            | 250,817                   |
| Reserva de la biosfera Cacique Lempira, Señor de las Montañas | Lempira                   | 168,634                   |
| Total                                                         | 3 reservas de la biosfera | 3 reservas de la biosfera |

### Reservas forestales
| Nombre                                                                  | Departamento          | Tamaño (en hectáreas) |
| ----------------------------------------------------------------------- | --------------------- | --------------------- |
| Reserva forestal de Guanaja                                             | Islas de la Bahía     | 2,702                 |
| Reserva forestal de Mocorón                                             | Gracias a Dios        | 68,167                |
| Reserva forestal de Montaña de la Flor (reserva forestal antropológica) | Francisco Morazán     |                       |
| Reserva forestal de Río Tinto                                           | Colón                 | 69,486                |
| Reserva forestal de Olancho                                             | Olancho               |                       |
| Reserva forestal de Agalteca                                            | Santa Bárbara         |                       |
| Reserva de Recursos El Cajón                                            | Cortés y Yoro         | 48,055                |
| Zona protegida Sierra de Omoa                                           | Cortés                |                       |
| Área de Protección de Agua El Jaconal El Higal                          | Santa Bárbara         |                       |
| Total                                                                   | 9 reservas forestales | 9 reservas forestales |

### Reservas marinas

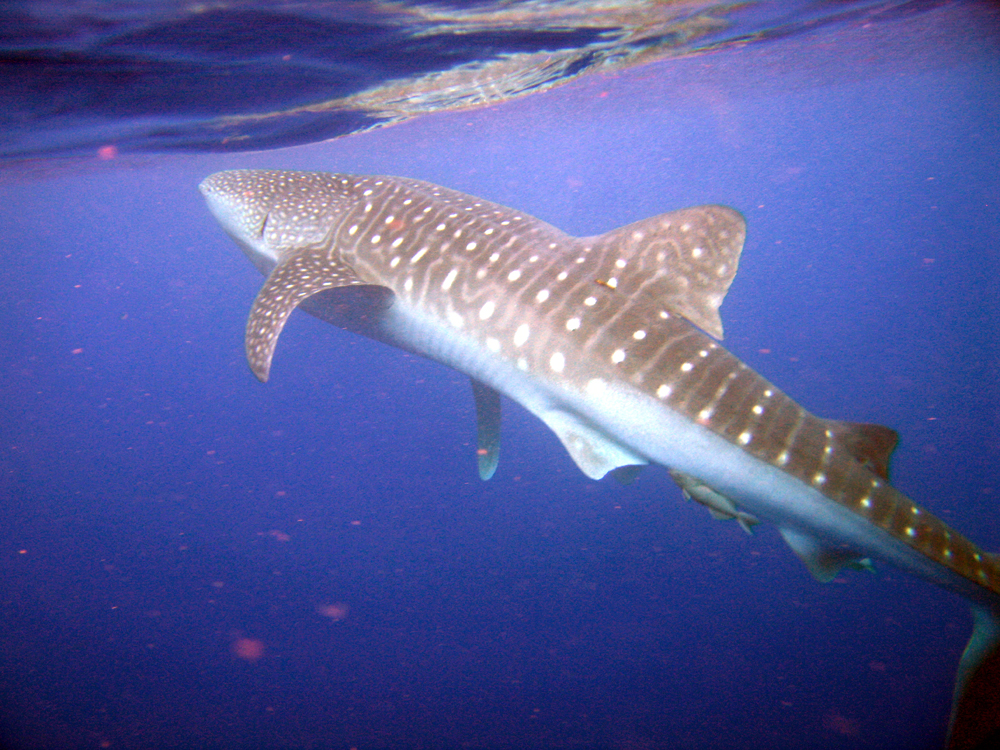
Un tiburón en la reserva marina de Utila.

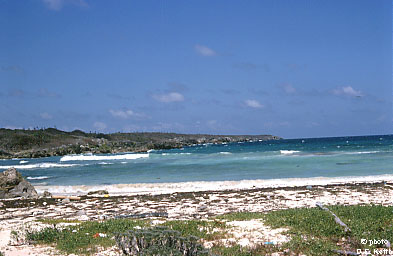
Las islas del Cisne en la reserva marina de las Islas del Cisne.

| Nombre                                | Departamento       | Tamaño             |
| ------------------------------------- | ------------------ | ------------------ |
| Reserva marina de Utila               | Islas de la Bahía  |                    |
| Reserva marina de las Islas del Cisne | Islas de la Bahía  |                    |
| Total                                 | 2 reservas marinas | 2 reservas marinas |

### Zonas productoras de agua
| Nombre          | Departamento                | Tamaño (en hectáreas)       |
| --------------- | --------------------------- | --------------------------- |
| Danlí (Apagüiz) | El Paraíso                  | 16,186                      |
| El Coyolar      | Comayagua                   | 15,245                      |
| El Jilguero     | La Paz                      | 43,947                      |
| El Merendón     | Cortés                      | 35,182                      |
| Total           | 4 zonas productoras de agua | 4 zonas productoras de agua |